# Лёгкие крейсера типа «Улучшенный „Дидо“»
Лёгкие крейсера типа «Улучшенный „Дидо“» — тип лёгких крейсеров Королевского военно-морского флота Великобритании времён Второй мировой войны. Серия также именуется типом «Беллона». Всего для британского флота построено 5 единиц: «Беллона» (Bellona), «Спартан» (Spartan), «Роялист» (Royalist), «Блэк Принс» (Black Prince), «Дайадем» (Diadem).
Усовершенствованная версия крейсеров типа «Дидо».

## Проектирование
Опыт первых лет войны показал важность малокалиберной скорострельной артиллерии, бывшей наиболее эффективным средством против пикирующих бомбардировщиков. В этом плане крейсера типа «Дидо» оказались в отстающих: если на более крупных крейсерах существовала возможность размещения дополнительных зенитных автоматов на крышах башен и надстройках, то на «Дидо» свободное пространство практически отсутствовало. Опыт замены третьей башни главного калибра на третью установку типа «пом-пом» на крейсере «Феб» в 1942 году показал увеличение эффективности ПВО в ближней зоне. На основе этого опыта было принято решение о достройке оставшихся крейсеров типа «Дидо» по изменённому проекту с уменьшенным до четырёх количеством 133-мм артустановок и тремя четырёхствольными автоматами типа «Бофорс».

## Конструкция
Крейсера типа «Улучшенный „Дидо“» имели мало отличий от исходного проекта в целом. Кроме замены третьей башни («Q») на третий многоствольный «пом-пом», они отличались новой конструкцией ходовой рубки и мостика, вертикальными трубами и мачтами без наклона. Благодаря уменьшению «верхнего» веса усилили защиту артпогребов и мостиков дополнительной 19-мм броней. Хотя водоизмещение при этом несколько возросло, в отличие от предшественников новые корабли не испытывали проблем с мореходностью во время службы в северных широтах. Все пять крейсеров были оборудованы в качестве флагманов.

### Вооружение
Главный калибр состоял из восьми 133-мм орудий Mk.I в четырёх двухорудийных башнях Mk.II. Боезапас включал в себя 340 выстрелов на ствол. Орудие обеспечивало
36,3-кг снаряду дальность стрельбы до 22 000 м и досягаемость по высоте 14 900 м.
«Улучшенный „Дидо“» получил новые, более совершенные установки RP10 Mark II. Они имели большую скорость наведения — по 20 °/с в вертикальной и горизонтальной плоскостях. Установки получили дистанционный силовой привод RP10* для вертикального и горизонтального наведения. Заряжание было раздельно-гильзовым. В боекомплект входили два типа снарядов — полубронебойные для надводных целей и фугасные для воздушных. Данных по составу боекомплекта крейсеров нет, но к концу войны для 133-мм орудий до половины фугасных снарядов имели радиолокационный взрыватель. В отличие от установок крейсеров «Дидо» с ручным заряжанием, новые установки получили автомат выставления временной задержки взрывателя.
Автоматические зенитки
Из-за низкой зенитной эффективности главного калибра и пулемётов, с носовых курсовых углов тип «Дидо» был практически беззащитным. Установить «эрликоны» на крышах башен главного калибра и крыльях мостика оказалось невозможно, единственной возможностью стала замена одной из носовых башен ГК на счетверённый зенитный автомат. Решили заменить третью башню на «пом-пом» с собственным директором, установленный сразу же за ним, поскольку счетверённые «бофорсы» из США не поступили вовремя. Расположение оказалось очень удачным. Зенитное вооружение дополняли шесть спаренных 20-мм/70 «эрликонов».

#### Торпедное вооружение
Крейсера были вооружены двумя трёхтрубными торпедными аппаратами TR-IV калибром 533 мм.

## Служба
| Название     | верфь           | дата закладки   | дата спуска на воду | дата ввода в строй | Примечания                                                          |
| ------------ | --------------- | --------------- | ------------------- | ------------------ | ------------------------------------------------------------------- |
| «Беллона»    | Fairfield       | 30 ноября 1939  | 29 сентября 1942    | 29 октября 1943    |                                                                     |
| «Спартан»    | Vickers         | 21 декабря 1939 | 27 августа 1942     | 10 августа 1943    | потоплен 29 января 1944 планирующей бомбой Hs.293 у Анцио (Италия). |
| «Роялист»    | Scotts          | марта 1940      | 30 мая 1942         | 10 сентября 1943   |                                                                     |
| «Блэк Принс» | Harland & Wolff | 1 декабря 1939  | 27 августа 1942     | 20 ноября 1943     |                                                                     |
| «Дайадем»    | Vickers         | 15 декабря 1939 | 26 августа 1942     | 6 января 1944      | поврежден торпедой 12 августа 1944, ремонт — до конца войны.        |